# Shake It Up – Tanzen ist alles/Episodenliste
Die Episodenliste Energydrinkenthält alle Episoden der US-amerikanischen Jugendserie Shake It Up – Tanzen ist alles, sortiert nach der US-amerikanischen Erstausstrahlung. Zwischen 2010 und 2013 entstanden in drei Staffeln insgesamt 78 Episoden mit einer Länge von jeweils etwa 22 Minuten. Ihre Premiere hatte die Serie am 7. November 2010 auf dem Fernsehsender Disney Channel und die deutschsprachige Erstausstrahlung war am 27. Mai 2011 auf dem deutschen Ableger des Disney Channels.

## Übersicht
| Staffel | Episodenanzahl | Erstausstrahlung USA | Erstausstrahlung USA | Deutschsprachige Erstveröffentlichung | Deutschsprachige Erstveröffentlichung |
| Staffel | Episodenanzahl | Premiere             | Finale               | Premiere                              | Finale                                |
| ------- | -------------- | -------------------- | -------------------- | ------------------------------------- | ------------------------------------- |
| 1       | 21             | 7. November 2010     | 21. August 2011      | 27. Mai 2011                          | 22. Oktober 2011                      |
| 2       | 31             | 18. September 2011   | 17. August 2012      | 13. Februar 2012                      | 27. Oktober 2012                      |
| 3       | 26             | 14. Oktober 2012     | 10. November 2013    | 21. Mai 2013                          | 24. März 2020                         |

## Staffel 1
Die Erstausstrahlung der ersten Staffel war vom 7. November 2010 bis zum 21. August 2011 auf dem US-amerikanischen Sender Disney Channel zu sehen. Die deutschsprachige Erstausstrahlung sendete der Pay-TV-Sender Disney Channel vom 27. Mai bis zum 22. Oktober 2011.
- Bella Thorne und Zendaya Coleman sind in allen Episoden zu sehen.
- Davis Cleveland ist in zwei Episoden nicht zu sehen.
- Adam Irigoyen ist in drei Episoden nicht zu sehen.
- Roshon Fegan ist in vier Episoden nicht zu sehen.
- Kenton Duty ist in neun Episoden nicht zu sehen.

| Nr. (ges.) | Nr. (St.) | Deutscher Titel                  | Originaltitel                              | Erstausstrahlung USA | Deutschsprachige Erstausstrahlung (D/A/CH) | Regie            | Drehbuch                | Zuschauer (USA) | Prod. Code |
| --- | --------- | -------------------------------- | ------------------------------------------ | -------------------- | ------------------------------------------ | ---------------- | ----------------------- | --------------- | ---------- |
| 1 | 1         | Ein Traum wird wahr              | Start It Up                                | 7. Nov. 2010         | 27. Mai 2011                               | Shelley Jensen   | Chris Thompson          | 6,20 Mio.       | 101        |
| Die beiden Freundinnen CeCe und Rocky lieben das Tanzen und ihr Traum ist es in der lokalen Tanz-Show Shake It Up, Chicago aufzutreten. So gehen die beiden zum Casting, wobei Rocky durch ihre Performance beim Vortanzen es in die Show schafft, während Cece Lampenfieber bekommt und es nicht schafft. Am nächsten Morgen hat Rocky entschieden nicht ohne ihre Freundin an der Show teilzunehmen. Daraufhin begleitet CeCe ihre Freundin zur Show und überredet sie schließlich doch teilzunehmen. Rocky fesselt sich dann mit ein paar Handschellen an CeCe, sodass sie beide in der Show auftreten. Der Gastgeber der Show, Gary Wilde, sieht die beiden tanzen und entscheidet, dass sie das gewisse „Etwas“ haben und engagiert sie für die Show. |           |                                  |                                            |                      |                                            |                  |                         |                 |            |
| 2 | 2         | Die Rechnung, bitte!             | Meatball It Up                             | 14. Nov. 2010        | 10. Juni 2011                              | Shelley Jensen   | John D. Beck & Ron Hart | 4,09 Mio.       | 104        |
| CeCe und Rocky bekommen ihren ersten Gehaltsscheck für ihre Arbeit an der Show. Sie eröffnen mit diesem Geld ihre ersten Bankkonten und der nette Bankangestellte gibt sich als Freund der beiden aus und überhäuft sie mit kostenlose Dingen. Die beiden begeben sich dann auf eine Shoppingtour und laden schließlich Ty und Deuce in ein treures Restaurant ein. Dort angekommen sind ihre Konten bereits überzogen, sodass sie gezwungen sind innerhalb einer Stunde einen 10-Pfund schweren Fleischklops aufzuessen um nichts für das Essen bezahlen zu müssen. Währenddessen passen Gunther und Tinka auf Flynn auf, welcher die beiden durch einen Trick dazu bringt die Hausarbeit zu erledigen. Am Ende belohnt Gary die Tänzer der Show mit einem gratis Essen, wobei CeCe und Rocky durch den Anblick schlecht wird. Gaststar: Quest Crew von America’s Best Dance Crew als Tänzer von Shake It Up, Pittsburgh Bemerkung: CeCes und Rockys richtige Namen, Cecelia und Raquel, werden bekannt. |           |                                  |                                            |                      |                                            |                  |                         |                 |            |
| 3 | 3         | Der Tanz-Marathon                | Give It Up                                 | 21. Nov. 2010        | 14. Juni 2011                              | Shelley Jensen   | Rob Lotterstein         | 4,28 Mio.       | 103        |
| CeCe und Rocky beschließen bei Shake It Up, Chicago am 24-Stunden Wohltätigkeitstanzmarathon mitzumachen, sodass CeCe durch den Gewinn einen Spotlight-Tanz erhalten und Rocky Geld für ein Altenheim spenden und dadurch eine ältere Dame, die sie hasst, beeindrucken kann. CeCe kauft sich Energydrinks um sich für den Marathon vorzubereiten, doch diese werden alle von Flynn getrunken. Als Folge davon dreht Flynn vollkommen durch, sodass CeCe und Rocky ihn die ganze Nacht ruhigstellen müssen. Beim Marathon sind sie deshalb ziemlich müde und geraten in einen Zwiespalt, da Ty, der spenden soll, merkt, dass die Mädels gar nicht aufhören zu tanzen und es somit für ihn sehr teuer wird, versucht er alles, um sie zum Einschlafen zu bringen, während Deuce alles daran setzt, sie wach zu halten, schließlich tragen CeCe und Rocky die Kleider von seiner Cousine. Schließlich gewinnen CeCe und Rocky den Tanzmarathon und schlafen schließlich beim Spotlight-Tanz ein, aber Flynn springt für sie ein, der aber auch selbst dabei einschläft. Gaststar: Renée Taylor als Ms. Locassio                             |           |                                  |                                            |                      |                                            |                  |                         |                 |            |
| 4 | 4         | Der Nachhilfelehrer              | Add It Up                                  | 28. Nov. 2010        | 15. Juni 2011                              | Shelley Jensen   | Eileen Conn             | 3,80 Mio.       | 105        |
| CeCes Noten in Mathe sind so schlecht, dass sie droht durchzufallen. Ty besorgt ihr einen Nachhilfelehrer, von dem CeCe glaubt er sei ein Junge vom College, der sich aber als ein kleines Genie namens Henry herausstellt. Flynn „verdirbt“ dann Henry, indem er mit ihm beginnt Videospiele zuspielen. Rocky übernimmt dann die Nachhilfe von CeCe, wobei CeCes Geheimnis, dass sie Legasthenikerin ist, herauskommt. Unterdessen bringt Gunther Ty dazu, mit Tinka auf ein Date zu gehen, da Gunther denkt, sie sei einsam. Letztendlich findet Ty gefallen an dem Date und sie reden darüber, nochmals miteinander auszugehen. Gunther wettet mit Deuce darum, wer der Stärkere im Armdrücken ist. Deuce verliert dabei immer wieder, versucht es aber so lange weiter, bis er schließlich nur noch seine Unterwäsche besitzt. Bemerkung: Die Schauspielerin von CeCe, Bella Thorne, leidet im echten Leben ebenfalls unter Dyslexie. |           |                                  |                                            |                      |                                            |                  |                         |                 |            |
| 5 | 5         | Unzertrennlich                   | Kick It Up                                 | 5. Dez. 2010         | 16. Juni 2011                              | Shelley Jensen   | Ron Zimmerman           | 4,26 Mio.       | 107        |
| Nachdem Deuce Rocky einlädt, ihn auf ein Doppel-Date zu begleiten, bringt diese CeCe mit zum Kino, was sehr zum Missfallen von Deuce und seiner Begleiterin ist. Am nächsten Tag weist Deuce die beiden darauf hin, dass sie genauso unzertrennlich sind wie Gunther und Tinka. Also entscheidet CeCe, dass die beiden für eine Weile etwas getrennt voneinander unternehmen sollten. Nach einigen verzweifelten Anrufe zu einigen alten Freunden, einschließlich ihrer Großmutter, trifft CeCe Rocky wieder und sieht, dass sie bereits neue Freunde in ihrer Karate-Klasse gemacht hat. CeCe hängt danach mit Tinka ab, die ihr erzählt, dass Gunther und sie auch zusammen noch ihre Eigenständigkeit behalten. Unterdessen wird Flynns Freund, Henry, von einem Mädchen verprügelt, sodass Flynn ihn mit zu seiner Karate-Klasse nimmt. Gaststar: Kent Boyd von So You Think You Can Dance als er selbst Abwesend: Roshon Fegan als Ty Blue |           |                                  |                                            |                      |                                            |                  |                         |                 |            |
| 6 | 6         | Justin Starr, das Teenie-Idol    | Age It Up                                  | 9. Dez. 2010         | 17. Juni 2011                              | Shelley Jensen   | Rob Lotterstein         | —               | 108        |
| Als die Teen-Sensation Justin Starr CeCe und Rocky als Tänzerinnen engagiert, besuchen sie ihn in seiner Wohnung und proben dort. Als sie wieder gehen sollen, will Rocky bleiben, da sie noch unbedingt ein Bild mit Justin Starrs Hut machen möchte. Dabei erwischen die beiden Justin wie er seine Managerin küsst. CeCe versucht dann das Bild an ihre Mutter zu senden, da sie dachte, dass sie vielleicht eine Lösung für das Problem hat, sendet dabei das Bild aber an alle in ihrer Kontaktliste. Später wollen die beiden sich bei Justin entschuldigen, aber anstatt wütend auf sie zu sein, dankte er ihnen und enthüllt, dass er nicht 16, sondern 24 Jahre alt ist, und dass seine Managerin auch seine Frau ist. Unterdessen erhält Gunther von Ty Nachhilfe im flirten, nachdem er von einer beliebten Cheerleaderin zurückgewiesen wurde. Etwas später erkennt er aber, dass er sich nicht ändern muss um einem Mädchen zu gefallen. Gaststar: Chris Trousdale als Justin Starr Abwesend: Davis Cleveland als Flynn Jones und Adam Irigoyen als Deuce Martinez Bemerkung: Justin Starr ist eine Parodie von Justin Bieber |           |                                  |                                            |                      |                                            |                  |                         |                 |            |
| 7 | 7         | Die heimliche Party              | Party It Up                                | 12. Dez. 2010        | 20. Juni 2011                              | Shelley Jensen   | Jenny Lee               | 3,70 Mio.       | 106        |
| Als Rocky und CeCe mitkriegen wie eine der Tänzerin zu Garys Party absagt, planen sie, ihren Platz einzunehmen. Das Problem dabei ist nur, dass sie sich heimlich von zu Hause wegschleichen müssen. Als sie bei der Party ankommen, stellen sie zu bedauern der beiden fest, dass sie dort keine Gäste sind, sondern Kellner die die anderen Gäste bedienen sollen. In der Zwischenzeit passen Ty und Deuce auf Flynn auf, werden aber durch CeCes Mutter dabei gestört, die aufgrund einer Verwechselung des Dienstplans früher nach Hause gekommen ist. Wenig später findet sie die beiden und zwingt sie dazu ihr zu verraten wo CeCe und Rocky sind. Schließlich werden CeCe und Rocky erwischt und müssen am nächsten Tag als Strafe zusammen mit Ty, Deuce, Flynn und auch Gary die Wohnung der Jones reinigen. Abwesend: Kenton Duty als Gunther Hessenheffer |           |                                  |                                            |                      |                                            |                  |                         |                 |            |
| 8 | 8         | Die Sache hat einen Haken        | Hook It Up                                 | 19. Dez. 2010        | 21. Juni 2011                              | Shelley Jensen   | Chris Thompson          | —               | 102        |
| CeCe und Rocky beschweren sich bei Gary darüber, dass sie nur Background-Tänzerinnen sind. Deuce, der die beiden für ein Schulprojekt mit der Videokamera verfolgt, hört kurze Zeit später, wie Gary darüber redet, zwei Tänzer feuern zu müssen. Aus Angst, dass sie es sind, versuchen sich CeCe und Rocky bei Gary beliebt zu machen und polieren daher die Tanzfläche. Nachdem das zu einem Desaster wird, erfahren die beiden, dass sie nicht die Letzten waren, die eingestellt wurden, und Gary ohnehin nicht vorhatte, sie zu feuern. Inzwischen bringt Ty Flynn bei, wie man mit Tanzschritten ältere Mädchen beeindrucken kann. Gaststar: Alexandria DeBerry als Destiny |           |                                  |                                            |                      |                                            |                  |                         |                 |            |
| 9 | 9         | Rocky wird wild                  | Wild It Up                                 | 9. Jan. 2011         | 22. Juni 2011                              | Joel Zwick       | Chris Thompson          | 4,07 Mio.       | 110        |
| Rocky versucht, ihr Image zu verbessern, nachdem sie über sich in einem Blog gelesen hat, dass sie ein „Gutmensch“ ist und denkt dadurch sie sei langweilig. Am nächsten Tag versucht sie zu beweisen, dass sie es nicht ist. Sie trägt daher dunkles Make-up, schwarze Kleidung und trifft sich mit dem fiesesten Jungen der Schule, „die Komplikation“ genannt. Dadurch gerät sie mit der neuen Konrektorin aneinander, nachdem Rocky ihr gesamtes Büro in Luftpolsterfolie gehüllt hat. Dies führt dazu, dass CeCe versucht ihr Freundin zu decken und überzeugt sie, dass sie genial ist, auf die Art und Weise, wie sie eben ist. Derweilen versuchen Flynn und Deuce in der Wohnung der Jones, eine Maus einzufangen. Gaststar: Cat Deeley als Konrektorin Winslow Abwesend: Roshon Fegan als Ty Blue und Kenton Duty als Gunther Hessenheffer |           |                                  |                                            |                      |                                            |                  |                         |                 |            |
| 10 | 10        | Partnervermittlungsagentur Cece  | Match It Up                                | 23. Jan. 2011        | 23. Juni 2011                              | Joel Zwick       | Rob Lotterstein         | 4,31 Mio.       | 111        |
| CeCe versucht zu beweisen, dass sie für jeden die perfekte Freundin finden kann, so sucht sie ein Date für Deuce und findet ein Mädchen namens Dina, die die gleichen Interessen hat und praktisch perfekt zu ihm passt. Doch Deuce ist bereits mit Savannah zusammen, ohne zu wissen, dass diese nur hinter seinem möglichen Gewinn von zehntausend US-Dollar her ist. So gibt sich Ty als ein Milliardär aus, um Deuce zu zeigen, dass sie nur sein Geld interessiert. Schließlich beginnt Savannah mit Ty zu flirten, worauf Deuce mit ihr Schluss macht. Nachdem er erkannt hat, weswegen sie mit ihm zusammen gewesen ist, kommt er mit Dina zusammen. Unterdessen hilft Flynn Henry dabei, einige Pfadfinderabzeichen zu bekommen, aber leider ist Henry hoffnungslos. Gaststar: Juliette Goglia als Savannah Abwesend: Kenton Duty als Gunther Hessenheffer |           |                                  |                                            |                      |                                            |                  |                         |                 |            |
| 11 | 11        | Die Talentshow                   | Show It Up                                 | 20. Feb. 2011        | 24. Juni 2011                              | Joel Zwick       | Eileen Conn             | 3,96 Mio.       | 112        |
| Rocky ist entschlossen die mehrjährigen Gewinner Randy und Candy bei der Talentshow zu besiegen, nachdem Candy zuvor in der Schule jede einzelne Auszeichnung gewonnen hat, während Rocky immer nur Zweite wurde. Nachdem sie erkannt hat, dass sie gegen Candy und ihre Cheerleaderkolleginnen verliert, fragt sie Gunter und Tinka, ob die beiden ihre helfen. Aber Candy hat die beiden bereits gefragt und sie für ihr Team angeworben. Cece gibt aber nicht auf und bringt in ihrer Geheimwaffe in Form von Ty mit zur Show. Währenddessen hilft Flynn Deuce dabei, sich auf seine Rolle als Talentshow-Moderator vorzubereiten. |           |                                  |                                            |                      |                                            |                  |                         |                 |            |
| 12 | 12        | Wie die Mütter, so die Töchter   | Heat It Up                                 | 27. Feb. 2011        | 27. Juni 2011                              | Katy Garretson   | John D. Beck & Ron Hart | 3,73 Mio.       | 109        |
| Nachdem die Heizung in Rockys Wohnung kaputt gegangen ist, lädt CeCe Rocky, Ty, und ihre Mutter solange in ihre Wohnung ein. Allerdings entdecken die Mütter schnell Meinungsverschiedenheiten zwischen ihnen und es kommt zum Streit, worunter auch die Freundschaft zwischen CeCe und Rocky leidet. Am nächsten Tag streiten sich CeCe und Rocky bei der Wissenschaftsmesse in der Schule, und ruinieren das jeweils andere Projekt. Als CeCe nach Hause kommt, redet mit ihrer Mutter und beide beschließen, die Reise zum Grand Canyon abzusagen. Leider hört das Gespräch auch Flynn mit, der daraufhin verärgert aus der Wohnung läuft. In der Zwischenzeit baut sich Ty in der Wohnung der Jones eine Männerhöhle, um sich etwas Privatsphäre zu verschaffen. Abwesend: Adam Irigoyen als Deuce Martinez und Kenton Duty als Gunther Hessenheffer |           |                                  |                                            |                      |                                            |                  |                         |                 |            |
| 13 | 13        | Die Mini-Misswahl                | Glitz It Up                                | 6. März 2011         | 28. Juni 2011                              | Eric Dean Seaton | Ron Zimmerman           | 3,82 Mio.       | 113        |
| CeCe und Rocky sollen die Choreographien für eine Mini-Misswahl gestalten und als Mentoren für die jungen Kandidatinnen fungieren. Während der Arbeit treffen sie auf Sally Van Buren und Eileen, zwei sehr unterschiedliche Mädchen. Sally tut quasi alles, um zu gewinnen, während Eileen überhaupt nicht teilnehmen möchte. So beschließen sie Eileen dabei zu helfen, den Wettbewerb zu gewinnen. Unterdessen versucht Deuce Dinas Vater von sich zu überzeugen, indem er einen Tag auf sein geliebtes Haustier, ein Schwein namens Pinky, aufpasst. Falls er das Schwein unversehrt zurückbringt, darf er sich mit Dina treffen. Abwesend: Davis Cleveland als Flynn Jones, Roshon Fegan als Ty Blue und Kenton Duty als Gunther Hessenheffer |           |                                  |                                            |                      |                                            |                  |                         |                 |            |
| 14 | 14        | Die zukünftige Mrs. Hessenheffer | Hot Mess It Up                             | 20. März 2011        | 29. Juni 2011                              | Eric Dean Seaton | John D. Beck & Ron Hart | 3,64 Mio.       | 114        |
| CeCe und Rocky starten ihre eigene kleine Webshow, in der sie Ratschläge für Teenager geben. Als CeCe dem User Lonely Boy einige schlechte Ratschläge gibt, schreibt seine Zwillingsschwester Glitter Girl eine E-Mail an die beiden, in der es heißt, ihr Zwillingsbruder würde wegziehen und dass es die Schuld der beiden sei. Rocky denkt, Lonely Boy sei Gunther und Glitter Girl sei Tinka. Als die beiden am nächsten Tag mitanhören, wie Gunther über seine Reise spricht, fühlt sich CeCe dafür verantwortlich. Sie wird daraufhin von Rocky gezwungen, mit ihm zum Schuletanz zu gehen. Mittlerweile veranstalten die Jungs unter dem Titel Zombie-Talk ihre eigene Webshow mit Ratschlägen. |           |                                  |                                            |                      |                                            |                  |                         |                 |            |
| 15 | 15        | Leb wohl, Mr. Goldberg           | Reunion It Up                              | 10. Apr. 2011        | 30. Juni 2011                              | Sean McNamara    | Howard J. Morris        | 3,67 Mio.       | 116        |
| CeCe und Rocky erhalten die Chance bei der Jubiläumsshow den Generationentanz mit zwei ehemaligen Tänzer von Shake It Up, Chicago, Ronnie und Angie, zu tanzen. Allerdings sind die beiden Frauen keine Freunde mehr, sodass Cece und Rocky Angst haben, dass es ihnen später in ihrem Leben genauso ergehen wird. Deuce tötet in der Zwischenzeit aus Versehen Flynns Goldfisch, Mr. Goldenburg, woraufhin er, Ty und Flynn für den Goldfisch ein aufwendiges Begräbnis organisieren. Gaststar: Anneliese van der Pol als Ronnie Abwesend: Kenton Duty als Gunther Hessenheffer |           |                                  |                                            |                      |                                            |                  |                         |                 |            |
| 16 | 16        | Lügen haben kurze Beine          | Sweat It Up                                | 1. Mai 2011          | 1. Juli 2011                               | Joel Zwick       | David Tolentino         | 3,11 Mio.       | 117        |
| Da CeCe kurz davor ist in Sport durchzufallen, täuscht sie eine Beinverletzung vor, um nicht am Sportunterricht teilnehmen zu müssen. Rocky hingegen gibt an, dass ihre beiden Blinddärme entfernt werden, um so einem Spiel Laser-Tag mit den Nerds zu entgehen. Als die beiden bei Shake It Up, Chicago Salsa tanzen, fallen ihre Lügen auf. Der Sportlehrer erzählt CeCe, dass sie nun zur Sommer-Schule gehen muss, während Rocky von den Nerds ausgeschlossen wird. Da Georgia infolgedessen zu einer privaten Unterredung mit dem Sportlehrer gerufen wird, entdecken die beiden ausdrückliche Interesse aneinander und beginnen miteinander auszugehen. Diese Beziehung endet aber schnell wieder. Unterdessen haben Flynn, Deuce und Ty riesige Probleme mit Bitsy, einem riesigen Hund, auf den sie aufpassen sollen. Abwesend: Kenton Duty als Gunther Hessenheffer |           |                                  |                                            |                      |                                            |                  |                         |                 |            |
| 17 | 17        | Der Vatalihootsit-Tag            | Vatalihootsit It Up                        | 12. Juni 2011        | 15. Okt. 2011                              | Eric Dean Seaton | Jenny Lee               | 3,27 Mio.       | 118        |
| Gunther und Tinka laden CeCe und Rocky zu sich nach Hause ein, um mit ihnen den Vatalihootsit Tag zu feiern, der ein wichtiger Feiertag in ihrem Heimatland ist. Da es nicht wirklich gut mit den Eltern läuft, versuchen die beiden Ty und Flynn um Hilfe zu bitten. Am Ende möchten CeCe und Rocky aber doch bleiben, aber der Vatalihoosit Tag war bereits vorbei. Ty spricht inzwischen für eine Saftwerbung vor, wird aber nicht genommen. Stattdessen fragt der Produzent Flynn, ob er in einen Werbespot mitspielen möchte, welcher sich aber später, anstatt als Werbespot für einen Saft, als einer für Action Pants, eine Art Windeln, herausstellt. Gaststar: Bronson Pinchot und Mary Birdsong als Kashlack und Squizza Hessenheffer Abwesend: Adam Irigoyen als Deuce Martinez |           |                                  |                                            |                      |                                            |                  |                         |                 |            |
| 18 | 18        | Geht Rocky nach New York?        | Model It Up                                | 17. Juni 2011        | 15. Okt. 2011                              | Eric Dean Seaton | Jenny Lee               | 4,11 Mio.       | 115        |
| CeCe und Rocky bekommen die Chance auf eine Model-Karriere, aber die Designer wollen nur Rocky. So bekommt sie die Chance, ein Modell für das Glam-Magazin zu werden, muss dazu aber nach New York fliegen. Rocky zögert zu gehen, aber als alle ihre Freunde sie ermutigen zu gehen, und ihr sagen, dass es eine große Chance für sie ist, beschließt sie zu gehen. Doch als sie hört, wie ihre Freunde sagen, dass sie sich wirklich um sie kümmern, entscheidet sie sich doch zu bleiben. Mittlerweile erledigen die Jungs einige unangenehme Hausarbeiten für Mrs. Locassio, um so genug Geld für eine neue Videospiel-Konsole zu verdienen. |           |                                  |                                            |                      |                                            |                  |                         |                 |            |
| 19 | 19        | Geburtstagsparty mal anders      | Twist It Up                                | 10. Juli 2011        | 15. Okt. 2011                              | Shelley Jensen   | Eileen Conn             | 3,69 Mio.       | 119        |
| Dinas Mutter, Mrs. Garcia, plant für Dina eine riesige Geburtstagsparty, wohingegen Dina lieber eine einfache, kleinere Party möchte. So übernehmen CeCe und Rocky die Partyplanung. Währenddessen haben Flynn und Henry Probleme mit einem Spielzeugroboter, der mit seinen Laser-Augen alles zerstört. Deuce versucht unterdessen, Mrs. Garcia mit ein paar Tanzschritten, die er von Ty gelernt hat, zu beeindrucken. Abwesend: Kenton Duty als Gunther Hessenheffer |           |                                  |                                            |                      |                                            |                  |                         |                 |            |
| 20 | 20        | Endlich Ferien!                  | Break It Up Summer It Up (Alternativtitel) | 24. Juli 2011        | 15. Okt. 2011                              | Shelley Jensen   | Jenny Lee               | 4,06 Mio.       | 121        |
| Die Sommerferien haben begonnen, sodass CeCe, Rocky, Flynn, Ty, Deuce, Gunther und Tinka alle auf einem gemeinsamen Urlaub zum Lake Whitehead fahren. Da Cece versucht Rocky beizubringen, mehr Spaß zu haben, springt diese bei einer Partie Wahrheit oder Pflicht in den See. Dabei landet Rocky auf einer zerbrochenen Flasche, wodurch sie ins Krankenhaus gebracht wird und dort operiert werden muss. CeCe gibt sich daran die Schuld und betet inständig, dass die Operation gut verläuft. Mittlerweile spielen Gunther und Tinka am See den Babysitter für Flynn. Nach der OP geht es Rocky wieder gut, während sich Cece, auf dem Weg ihre Freundin zu besuchen, selbst das Bein bricht. |           |                                  |                                            |                      |                                            |                  |                         |                 |            |
| 21 | 21        | Die böse, böse Grippe            | Throw It Up                                | 21. Aug. 2011        | 22. Okt. 2011                              | Shelley Jensen   | Rob Lotterstein         | 3,43 Mio.       | 120        |
| CeCe und Rocky erhalten die Gelegenheit zusammen neben der englischen Tanzgruppe The Highlighters zu tanzen. Kurz vor dem Auftritt erkrankt Gary stark an einer Grippe, wodurch CeCe und Rocky nun die Leitung für den Ablauf der Fernsehaufzeichnung übernehmen. CeCe beleidigt dann versehentlich die Tanzgruppe, sodass diese den Auftritt in der Show absagen. Rocky fällt dann die Idee ein, ein paar Kinder aus dem Freizeitzentrum als The Highlighters auszugeben und diese in der Show auftreten zu lassen. In den letzten Minuten vor ihrem großen Tanz stecken sich CeCe und Rocky doch noch von Garys Grippe an, woraufhin Tinka ihren Platz beim Tanz einnimmt. Unterdessen drücken sich Deuce und Flynn vor diversen Hausarbeiten und gehen stattdessen zu einem Baseball-Spiel der Chicago Cubs. Gaststar: Cameron Boyce als Fake Highlighter Abwesend: Roshon Fegan als Ty Blue und Kenton Duty als Gunther Hessenheffer |           |                                  |                                            |                      |                                            |                  |                         |                 |            |

## Staffel 2
Die Erstausstrahlung der zweiten Staffel war vom 18. September 2011 bis zum 17. August 2012 auf dem US-amerikanischen Sender Disney Channel zu sehen. Die deutschsprachige Erstausstrahlung sendete der Pay-TV-Sender Disney Channel vom 11. Februar bis zum 27. Oktober 2012.
- Caroline Sunshine wurde mit dem Beginn der Staffel zur Hauptdarstellerin befördert.
- Bella Thorne und Zendaya Coleman sind in allen Episoden zu sehen.
- Davis Cleveland ist in vier Episoden nicht zu sehen.
- Adam Irigoyen ist in sieben Episoden nicht zu sehen.
- Roshon Fegan ist in sieben Episoden nicht zu sehen.
- Kenton Duty und Caroline Sunshine sind in vierzehn Episoden nicht zu sehen.

| Nr. (ges.) | Nr. (St.) | Deutscher Titel          | Originaltitel                                | Erstausstrahlung USA | Deutschsprachige Erstausstrahlung (D/A/CH) | Regie              | Drehbuch                    | Zuschauer (USA) | Prod. Code |
| --- | --------- | ------------------------ | -------------------------------------------- | -------------------- | ------------------------------------------ | ------------------ | --------------------------- | --------------- | ---------- |
| 22 | 1         | Alles unter Kontrolle    | Shrink It Up                                 | 18. Sep. 2011        | 13. Feb. 2012                              | Joel Zwick         | Rob Lotterstein             | 3,62 Mio.       | 203        |
| Als Gary CeCe und Rocky erzählt, dass sein Therapeut einige kostenlose Termin anbietet, beschließen sie diese Gelegenheit zu nutzen, um bei Gary besser punkten zu können. Bei ihrer ersten Sitzung entdecken die beiden Mädchen, dass sie doch mehr Probleme miteinander haben, als sie gedacht haben. Nachdem sich Flynn einen Spielzeugdinosaurier gekauft hat und dieser nicht gut funktioniert, beschwert er sich zusammen mit Ty bei der Herstellerfirma. Dabei werden Flynn als Spielzeugtester und Ty als sein Assistent angestellt. Gunther und Tinka versuchen unterdessen nett zu Deuce zu sein, was aber nur dazu führt, dass sie sich daran erinnern warum sie nicht immer nett sind. Gaststar: Harriet Sansom Harris als Dr. Pepper |           |                          |                                              |                      |                                            |                    |                             |                 |            |
| 23 | 2         | Drei sind zwei zu viel   | Three’s a Crowd It Up                        | 25. Sep. 2011        | 16. Feb. 2012                              | Joel Zwick         | Jenny Lee                   | 2,94 Mio.       | 206        |
| Ein neuer Tänzer namens Julio kommt zu Shake It Up, Chicago und verdreht Rocky, CeCe und Tinka den Kopf. Er verabredet sich für den nächsten Tag mit allen dreien gleichzeitig bei Crustys Pizza Laden, ohne dass sie davon wissen. Unterdessen wird Henry Aushilfslehrer in Flynns Klasse. Flynn muss sich entscheiden, ihm entweder eine harte Zeit zu machen oder nett zu sein, weil sie Freunde sind. Außerdem beginnt zwischen Dina und Deuce in der Schule ein Wettkampf, wer der bessere Verkäufer ist. Abwesend: Roshon Fegan als Ty Blue and Kenton Duty als Gunther Hessenheffer |           |                          |                                              |                      |                                            |                    |                             |                 |            |
| 24 | 3         | Unterwegs – Teil 1       | Shake It Up, Up & Away (1)                   | 2. Okt. 2011         | 11. Feb. 2012                              | Joel Zwick         | Rob Lotterstein             | 3,81 Mio.       | 201        |
| 25 | 4         | Unterwegs – Teil 2       | Shake It Up, Up & Away (2)                   | 2. Okt. 2011         | 11. Feb. 2012                              | Joel Zwick         | Eileen Conn                 | 3,81 Mio.       | 202        |
| 26 | 5         | Das Halloween-Date       | Beam It Up                                   | 9. Okt. 2011         | 15. Feb. 2012                              | Joel Zwick         | David Holden                | 4,46 Mio.       | 204        |
| Abwesend: Roshon Fegan als Ty Blue, Adam Irigoyen als Deuce Martinez, Kenton Duty und Caroline Sunshine als Gunther und Tinka Hessenheffer |           |                          |                                              |                      |                                            |                    |                             |                 |            |
| 27 | 6         | Tanz im OP               | Doctor It Up                                 | 23. Okt. 2011        | 14. Feb. 2012                              | Joel Zwick         | Jeff Strauss                | 3,52 Mio.       | 205        |
| Abwesend: Kenton Duty und Caroline Sunshine als Gunther und Tinka Hessenheffer |           |                          |                                              |                      |                                            |                    |                             |                 |            |
| 28 | 7         | Der Kritiker             | Review It Up                                 | 6. Nov. 2011         | 13. März 2012                              | Joel Zwick         | David Holden                | 3,94 Mio.       | 210        |
| Abwesend: Davis Cleveland als Flynn Jones, Kenton Duty und Caroline Sunshine als Gunther und Tinka Hessenheffer |           |                          |                                              |                      |                                            |                    |                             |                 |            |
| 29 | 8         | Der Choreograph          | Double Pegasus It Up                         | 13. Nov. 2011        | 22. Feb. 2012                              | Joel Zwick         | David Tolentino             | 3,24 Mio.       | 207        |
| Abwesend: Roshon Fegan als Ty Blue, Kenton Duty und Caroline Sunshine als Gunther und Tinka Hessenheffer |           |                          |                                              |                      |                                            |                    |                             |                 |            |
| 30 | 9         | Die Spendensammlung      | Auction It Up                                | 20. Nov. 2011        | 19. März 2012                              | Joel Zwick         | Rob Lotterstein             | 3,63 Mio.       | 211        |
| Abwesend: Davis Cleveland als Flynn Jones |           |                          |                                              |                      |                                            |                    |                             |                 |            |
| 31 | 10        | Das Tischtennis-Match    | Camp It Up                                   | 27. Nov. 2011        | 1. März 2012                               | Joel Zwick         | Eileen Conn                 | 3,89 Mio.       | 213        |
| Abwesend: Adam Irigoyen als Deuce Martinez |           |                          |                                              |                      |                                            |                    |                             |                 |            |
| 32 | 11        | Weihnachtsstress         | Jingle It Up                                 | 11. Dez. 2011        | 20. März 2012                              | Ellen Gittelsohn   | Eileen Conn                 | 3,48 Mio.       | 212        |
| Abwesend: Roshon Fegan als Ty Blue, Kenton Duty und Caroline Sunshine als Gunther und Tinka Hessenheffer |           |                          |                                              |                      |                                            |                    |                             |                 |            |
| 33 | 12        | Die Tanzakademie         | Apply It Up                                  | 8. Jan. 2012         | 29. Feb. 2012                              | Joel Zwick         | David Holden                | 3,18 Mio.       | 215        |
| Abwesend: Roshon Fegan als Ty Blue, Adam Irigoyen als Deuce Martinez, Kenton Duty und Caroline Sunshine als Gunther und Tinka Hessenheffer |           |                          |                                              |                      |                                            |                    |                             |                 |            |
| 34 | 13        | Guten Morgen, Chicago    | Split It Up                                  | 22. Jan. 2012        | 23. Feb. 2012                              | Joel Zwick         | Jenn Lloyd & Kevin Bonani   | 2,80 Mio.       | 208        |
| 35 | 14        | Ceces größter Fan        | Copy Kat It Up                               | 19. Feb. 2012        | 11. Apr. 2012                              | Joel Zwick         | Rob Lotterstein             | 3,46 Mio.       | 219        |
| Abwesend: Adam Irigoyen als Deuce Martinez, Kenton Duty und Caroline Sunshine als Gunther und Tinka Hessenheffer |           |                          |                                              |                      |                                            |                    |                             |                 |            |
| 36 | 15        | Das Eierprojekt          | Egg It Up                                    | 26. Feb. 2012        | 24. Feb. 2012                              | Joel Zwick         | Jenny Lee                   | 2,63 Mio.       | 209        |
| Abwesend: Adam Irigoyen als Deuce Martinez und Caroline Sunshine als Tinka Hessenheffer |           |                          |                                              |                      |                                            |                    |                             |                 |            |
| 37 | 16        | Der Geburtstagsauftritt  | Judge It Up                                  | 11. März 2012        | 6. Juli 2012                               | Ellen Gittelsohn   | Eileen Conn                 | 3,25 Mio.       | 225        |
| Abwesend: Roshon Fegan als Ty Blue |           |                          |                                              |                      |                                            |                    |                             |                 |            |
| 38 | 17        | Der Verlobungsring       | Parent Trap It Up                            | 25. März 2012        | 13. Juli 2012                              | Joel Zwick         | Jeff Strauss                | 2,97 Mio.       | 218        |
| Gaststar: Tyra Banks als Ms. Burke Abwesend: Kenton Duty und Caroline Sunshine als Gunther und Tinka Hessenheffer |           |                          |                                              |                      |                                            |                    |                             |                 |            |
| 39 | 18        | Die Game-Show            | Weird It Up                                  | 1. Apr. 2012         | 20. Juli 2012                              | Alfonso Ribeiro    | David Tolentino             | 2,51 Mio.       | 217        |
| Abwesend: Kenton Duty und Caroline Sunshine als Gunther und Tinka Hessenheffer |           |                          |                                              |                      |                                            |                    |                             |                 |            |
| 40 | 19        | Ein geheimnisvoller Fall | Whodunit Up                                  | 15. Apr. 2012        | 21. Sep. 2012                              | Joel Zwick         | Darin Henry                 | 3,67 Mio.       | 221        |
| Abwesend: Davis Cleveland als Flynn Jones |           |                          |                                              |                      |                                            |                    |                             |                 |            |
| 41 | 20        | Der Schulball            | Tunnel It Up                                 | 13. Mai 2012         | 27. Juli 2012                              | Joel Zwick         | Jenny Lee                   | 3,28 Mio.       | 216        |
| Abwesend: Roshon Fegan als Ty Blue und Kenton Duty als Gunther Hessenheffer |           |                          |                                              |                      |                                            |                    |                             |                 |            |
| 42 | 21        | Der Schüleraufstand      | Protest It Up                                | 20. Mai 2012         | 3. Aug. 2012                               | Joel Zwick         | Cat Davis                   | 3,14 Mio.       | 220        |
| Abwesend: Davis Cleveland als Flynn Jones |           |                          |                                              |                      |                                            |                    |                             |                 |            |
| 43 | 22        | Deuce und Dina           | Wrestle It Up                                | 3. Juni 2012         | 10. Aug. 2012                              | Joel Zwick         | Jenn Lloyd & Kevin Bonani   | 3,17 Mio.       | 222        |
| Abwesend: Kenton Duty und Caroline Sunshine als Gunther und Tinka Hessenheffer |           |                          |                                              |                      |                                            |                    |                             |                 |            |
| 44 | 23        | Teenager heute           | Reality Check It Up                          | 10. Juni 2012        | 7. Sep. 2012                               | Joel Zwick         | Jenny Lee                   | 2,87 Mio.       | 226        |
| Abwesend: Adam Irigoyen als Deuce Martinez |           |                          |                                              |                      |                                            |                    |                             |                 |            |
| 45 | 24        | Shake it Up, Baby!       | Rock and Roll It Up                          | 1. Juli 2012         | 17. Aug. 2012                              | Roger Christiansen | Jenn Lloyd & Kevin Bonani   | 3,74 Mio.       | 214        |
| Garys Oma Edie besucht Shake It Up, Chicago und erzählt ihre eigene Erfolgsgeschichte als Tänzerin in den 50er-Jahren. So wird die erzählte Geschichte in Rückblenden mit Hilfe der Shake it Up Darstellern zum Leben erweckt. CeCe spielt dort Oma Wilde, Rocky als beste Freundin Wildes und Deuce’ Figur ist mit Rockys Figur zusammen. In der Geschichte, die das Amerika der 50er Jahre, mit den damals vorherrschenden gesellschaftlichen und kulturellen Eigenheiten zeigt, wird Oma Wilde aus der Show geworfen und diese daraufhin beleidigt. Gaststar: Anita Gillette als Edie Wilde |           |                          |                                              |                      |                                            |                    |                             |                 |            |
| 46 | 25        | Das Erziehungscamp       | Boot It Up Boot Camp It Up (Alternativtitel) | 15. Juli 2012        | 14. Sep. 2012                              | Joel Zwick         | Jeff Strauss                | 3,93 Mio.       | 227        |
| Rocky und CeCe sind aufgeregt, da sie über die Sommerferien am Major Tanz Bootcamp teilnehmen dürfen. Doch als sie dort ankommen, erkennen sie, dass es nicht genau das ist, was sie erwartet haben. Unterdessen ist Flynn deprimiert, da er aufgrund eines gebrochenen Arms nicht ins Ferienlager gehen kann, so versuchen Deuce und Dina ein Weg zu finden, das Lager zu ihm zu bringen. Abwesend: Roshon Fegan als Ty Blue, Kenton Duty und Caroline Sunshine als Gunther und Tinka Hessenheffer |           |                          |                                              |                      |                                            |                    |                             |                 |            |
| 47 | 26        | Al Capone’s Schatz       | Slumber It Up                                | 29. Juli 2012        | 24. Aug. 2012                              | Roger Christiansen | Jenny Lee                   | 3,13 Mio.       | 223        |
| Rocky und CeCe geben für Tinka und Dina eine Pyjamaparty für Mädchen. Derweilen suchen Ty, Deuce, Gunther und Flynn im Crustys Al Capones verschollenem Tresorraum, was am Ende aber zu einer Lauschaktion der Pyjamaparty wird. |           |                          |                                              |                      |                                            |                    |                             |                 |            |
| 48 | 27        | Überraschung!!           | Surprise It Up                               | 5. Aug. 2012         | 31. Aug. 2012                              | Alfonso Ribeiro    | David Holden & Jeff Strauss | 2,87 Mio.       | 224        |
| Abwesend: Caroline Sunshine als Tinka Hessenheffer |           |                          |                                              |                      |                                            |                    |                             |                 |            |
| 49 | 28        | Peinlich, peinlich!      | Embarrass It Up                              | 12. Aug. 2012        | 21. Sep. 2012                              | Joel Zwick         | Eileen Conn                 | 3,84 Mio.       | 228        |
| Abwesend: Adam Irigoyen als Deuce Martinez, Kenton Duty und Caroline Sunshine als Gunther und Tinka Hessenheffer |           |                          |                                              |                      |                                            |                    |                             |                 |            |
| 50 | 29        | Auf nach Japan – Teil 1  | Made in Japan (1)                            | 17. Aug. 2012        | 27. Okt. 2012                              | Joel Zwick         | Rob Lotterstein             | 4,54 Mio.       | 229        |
| 51 | 30        | Auf nach Japan – Teil 2  | Made in Japan (2)                            | 17. Aug. 2012        | 27. Okt. 2012                              | Joel Zwick         | Rob Lotterstein             | 4,54 Mio.       | 230        |
| 52 | 31        | Auf nach Japan – Teil 3  | Made in Japan (3)                            | 17. Aug. 2012        | 27. Okt. 2012                              | Joel Zwick         | Rob Lotterstein             | 4,54 Mio.       | 231        |

## Staffel 3
Die Erstausstrahlung der dritten Staffel ist seit dem 14. Oktober 2012 auf dem US-amerikanischen Sender Disney Channel zu sehen. Die deutschsprachige Erstausstrahlung der ersten 14 Folgen sendete der Pay-TV-Sender Disney Channel von dem 21. Mai bis zum 13. September 2013.
Die restlichen Episoden wurden ab dem 7. Februar 2020 auf der Disney Channel App erstveröffentlicht. Lediglich eine Episode wurde übersprungen, die schließlich später auf Disney+ veröffentlicht wurde.
- Kenton Duty ist mit dem Beginn der Staffel nur noch Gastdarsteller.
- Bella Thorne und Zendaya Coleman sind in allen Episoden zu sehen.
- Davis Cleveland ist in einer Episode nicht zu sehen.
- Adam Irigoyen ist in vier Episoden nicht zu sehen.
- Roshon Fegan ist in fünf Episoden nicht zu sehen.
- Caroline Sunshine ist in neun Episoden nicht zu sehen.

| Nr. (ges.) | Nr. (St.) | Deutscher Titel                | Originaltitel            | Erstausstrahlung USA | Deutschsprachige Erstveröffentlichung (D/A/CH) | Regie                  | Drehbuch                        | Zuschauer (USA) | Prod. Code |
| --- | --------- | ------------------------------ | ------------------------ | -------------------- | ---------------------------------------------- | ---------------------- | ------------------------------- | --------------- | ---------- |
| 53 | 1         | Der Feuerteufel                | Fire It Up               | 14. Okt. 2012        | 21. Mai 2013                                   | Joel Zwick             | Rob Lotterstein                 | 3,88 Mio.       | 301        |
| Rocky und CeCe müssen entsetzt feststellen, dass ein Feuer das komplette Shake It Up Chicago-Set niedergebrannt hat. Da CeCe die letzte am Set war, glauben alles sie sei die Täterin. Als Folge des Brandes pausiert Shake It Up, Chicago. Nebenbei versucht Tinka Rocky und CeCes Freundin zu werden, nachdem Gunther wieder zurück in seine Heimatstadt zurückgekehrt ist. Gary ist unterdessen deprimiert, dass er keinen Job mehr hat, so überzeugt Ty Deuce ihn in der Pizzeria arbeiten zu lassen. Schließlich kommt heraus, dass Garys angelassene Sonnenbank den Brand verursacht hat. |           |                                |                          |                      |                                                |                        |                                 |                 |            |
| 54 | 2         | Spirituelle Suche              | Funk It Up               | 28. Okt. 2012        | 22. Mai 2013                                   | Joel Zwick             | Eileen Conn                     | 3,15 Mio.       | 302        |
| Cece kann es schwer verkraften, dass Shake It Up, Chicago nun nach dem Brand erst einmal nicht mehr produziert wird. Von einer Rede auf einer Barmizwa inspiriert verändert sie nun ihren Charakter und verwandelt sich in eine Art Hippie. Inzwischen schafft es Rocky kaum, einen kleinen Jungen, der sich auf der Barmizwa in sie verknallt hat, wieder loszuwerden. Ty ärgert sich über Duce, weil der ihm mit wasserfestem Stift einen Schnurrbart verpasst hat. Abwesend: Caroline Sunshine als Tinka Hessenheffer |           |                                |                          |                      |                                                |                        |                                 |                 |            |
| 55 | 3         | Ein neuer Freund für Flynn     | Spirit It Up             | 4. Nov. 2012         | 23. Mai 2013                                   | Joel Zwick             | Darin Henry                     | 3,23 Mio.       | 303        |
| Nun ist Rocky durch den Wegfall der Sendung frustriert. Sie und Cece werden Mitglieder in einem Spirit Squad (ähnlich wie Cheerleader, um eine Sportmannschaft anzufeuern). Doch Rocky wird aus dem Team herausgeworfen, weil sie alle zu sehr herumkommandiert hat, und Cece der neue Kapitän der Mannschaft. Kurz vor einem großen Auftritt wollen die Mitglieder kneifen, doch Rocky kehrt zurück und motiviert die Mädchen, den Auftritt doch zu wagen. Inzwischen versucht Flynn, einen Jungen, der neu im Haus eingezogen ist, als Freund zu gewinnen. Dina freundet sich mit Tinka an, wodurch Duce vernachlässigt fühlt, bis Dina feststellt, dass sie auch Zeit allein mit ihrem Freund verbringen muss. Abwesend: Roshon Fegan als Ty Blue |           |                                |                          |                      |                                                |                        |                                 |                 |            |
| 56 | 4         | Quarantäne                     | Lock It Up               | 11. Nov. 2012        | 24. Mai 2013                                   | Joel Zwick             | Jenny Lee                       | 3,06 Mio.       | 304        |
| CeCe und Rocky treten in einem Krankenhaus in Chicago auf. Dadurch ist Rocky so inspiriert, dass sie dort anfängt ehrenamtlich zu arbeiten. Während sie einen Raum reinigt, gerät sie zusammen mit Flynn unter Quarantäne. Dr. Curtis Blue erzählt Rocky, dass das Krankenhaus sich nicht sicher ist, ob die Krankheit ansteckend ist und das die Testergebnisse erst in 60 Stunden feststehen. Derweilen ist Deuce verärgert, das Dina in seinen Spind einziehen möchte. Gaststar: Phil Morris als Dr. Curtis Blue Abwesend: Caroline Sunshine als Tinka Hessenheffer |           |                                |                          |                      |                                                |                        |                                 |                 |            |
| 57 | 5         | Der Geist des Weihnachtstanzes | Merry Merry It Up        | 2. Dez. 2012         | 27. Mai 2013                                   | Joel Zwick             | Jennifer Glickman               | 3,85 Mio.       | 306        |
| Cece streitet sich mit Jeremy, dem neuen Freund ihre Mutter. Diese hört zu und entscheidet sich, mit ihm schlusszumachen. In der Nacht hat Cece einen Traum, in dem Rocky als Geist zu sehen ist und sie auf eine Reise mitnimmt, womit sie Cece davon überzeugen möchte, dass diese Beziehung gut für ihre Mutter ist. Am nächsten Tag ruft Cece Jeremy zu sich und er vereint sich wieder mit Georgia. Inzwischen macht sich Flynn ein eigenes Weihnachtsgeschenk, da er in einer Verlosung einen Whirlpool gewinnt. Duce wird am Flughafen versehentlich von seiner Familie getrennt und verbringt Weihnachten mit Ty, wo er trotzdem alle seine Familienbräuche sehr zu Tys Ärgernis ausleben möchte. Gaststar: Anita Barone als Georgia Abwesend: Caroline Sunshine als Tinka Hessenheffer Bemerkung: Rockys voller Name wird enthüllt und lautet Raquel Oprah Blue.                                            |           |                                |                          |                      |                                                |                        |                                 |                 |            |
| 58 | 6         | Sturmfrei!                     | Home Alone It Up         | 9. Dez. 2012         | 28. Mai 2013                                   | Joel Zwick             | Jenn Lloyd & Kevin Bonani       | 3,21 Mio.       | 305        |
| CeCe überzeugt ihre Mutter, dass sie allein zu Hause bleiben darf und dabei auf Flynn aufpasst, während Georgia Jeremys Eltern kennenlernt. Wegen einer Rabattaktion in einem Einkaufsmarkt geht Cece doch weg, und lässt Rocky, die krank auf dem Bett liegt, Flynn babysitten. Als Cece wiederkommt ist Flynn verschwunden und Chaos im Haus, also macht sie sich mit Rocky auf die Suche nach Flynn, doch sie finden ihn nicht. Wieder zu Hause ist Flynn auch da und das Chaos beseitigt, Cece gesteht ihrer Mutter, dass sie nicht gut aufgepasst hat. Gaststars: Anita Barone als Georgia, Renée Taylor als Mrs. Locassio und DJ's Mix (Gewinner von Make Your Mark 2012) Songs: „Afterparty“ von Roshon Fegan und Caroline Sunshine Abwesend: Caroline Sunshine als Tinka Hessenheffer |           |                                |                          |                      |                                                |                        |                                 |                 |            |
| 59 | 7         | Logan                          | Oh Brother It Up         | 13. Jan. 2013        | 29. Mai 2013                                   | Rosario J. Roveto, Jr. | Rob Lotterstein                 | 3,27 Mio.       | 307        |
| Cece und Rocky nehmen wegen ihrer Geldprobleme einen Job im Restaurant Bob’s Kabobs an, doch Cece wird wegen ihrer schlechten Arbeitsmoral vom Manger namens Logan gefeuert. Georgia hat ihren Freund Jeremy zu seinem Geburtstag, zusammen mit dessen Sohn Little Scooter, eingeladen, und möchte, dass das Essen absolut perfekt ist. Inzwischen passt Tinka auf Flynn auf und bäckt mit ihm eine große Geburtstagstorte. Als Jeremy ankommt, muss Cece feststellen, dass sein Sohn Little Scooter eigentlich Logan ist, der sie kurz zuvor gefeuert hat, und die beiden streiten sich den ganzen Abend. Nach dem Dinner macht Jeremy Georgia einen Heiratsantrag, den sie auch annimmt, wodurch Logan Cece Stiefbruder wird. Gaststars: Anita Barone als Georgia Jones, Anthony Starke als Jeremy Hunter, und Leo Howard als Logan Hunter Abwesend: Roshon Fegan als Ty Blue und Adam Irigoyen als Deuce Martinez |           |                                |                          |                      |                                                |                        |                                 |                 |            |
| 60 | 8         | Der tanzende Pickel            | Quit It Up               | 27. Jan. 2013        | 30. Mai 2013                                   | Joel Zwick             | Jenny Lee                       | 3,41 Mio.       | 308        |
| Cece hat einen Job, der ihr keinen Spaß macht, will ihn aber auch nicht kündigen, um Logan zu beweisen, dass sie nicht immer gleich aufgibt. Inzwischen ist die neue Bühne von Shake It Up, Chicago! und die Mädchen müssen zum Casting. Gaststar: Leo Howard als Logan Songs: „This is My Dance Floor“ von Bella Thorne und Zendaya Abwesend: Roshon Fegan als Ty Blue und Adam Irigoyen als Deuce Martinez |           |                                |                          |                      |                                                |                        |                                 |                 |            |
| 61 | 9         | Das zweite Vortanzen           | Ty It Up                 | 17. Feb. 2013        | 31. Mai 2013                                   | Joel Zwick             | —                               | —               | 309        |
| Gaststars: R. Brandon Johnson als Gary Wilde und Leo Howard als Logan Hunter |           |                                |                          |                      |                                                |                        |                                 |                 |            |
| 62 | 10        | Die verliebte Bibliothekarin   | My Fair Librarian It Up  | 24. Feb. 2013        | 3. Juni 2013                                   | Alfonso Ribeiro        | Jennifer Glickman               | —               | 310        |
| Gaststars: Carly Rae Jepsen als sie selbst, Leo Howard als Logan Hunter, Tyra Banks als Ms. Burke und Alfonso Riberio als Mr. Zigfield |           |                                |                          |                      |                                                |                        |                                 |                 |            |
| 63 | 11        | Das Missgeschick               | Clean It Up              | 10. März 2013        | 4. Juni 2013                                   | Joel Zwick             | Darin Henry                     | —               | 311        |
| Cece ruiniert das Hochzeitskleid von Georgia und versucht mit der Hilfe von Flynn, das Kleid zu säubern Gaststars: Leo Howard als Logan Hunter und Anita Barone als Georgia Jones Abwesend: Adam Irigoyen als Deuce Martinez und Caroline Sunshine als Tinka Hessenheffer |           |                                |                          |                      |                                                |                        |                                 |                 |            |
| 64 | 12        | Gefühlschaos                   | I Do It Up               | 17. März 2013        | 5. Juni 2013                                   | Joel Zwick             | Rob Lotterstein                 | —               | 312        |
| 65 | 13        | Rockys letzte Chance           | Forward and Back It Up   | 24. März 2013        | 6. Juni 2013                                   | Joel Zwick             | Jennifer Glickman & Darin Henry | —               | 313        |
| 66 | 14        | Clynn und Fece                 | Switch It Up             | 7. Apr. 2013         | 13. Sep. 2013                                  | Joel Zwick             | Cat Davis & Eddie Quintana      | —               | 317        |
| 67 | 15        | Das Doppeldate                 | Love and War It Up       | 28. Apr. 2013        | 7. Feb. 2020                                   | Joel Zwick             | Jenny Lee                       | —               | 316        |
| 68 | 16        | Geschlechterkampf              | In the Bag It Up         | 12. Mai 2013         | 7. Feb. 2020                                   | Alfonso Ribeiro        | David Tolentino                 | —               | 314        |
| 69 | 17        | Rockys Denkpause               | Brain It Up              | 3. Juni 2013         | 7. Feb. 2020                                   | Alfonso Ribeiro        | Jenn Lloyd & Kevin Bonani       | —               | 315        |
| 70 | 18        | Gegensätze ziehen sich an      | Opposites Attract It Up  | 23. Juni 2013        | 24. März 2020                                  | Joel Zwick             | Eileen Conn                     | —               | 318        |
| 71 | 19        | Rocky, die Wahrsagerin         | Psych It Up              | 14. Juli 2013        | 14. Feb. 2020                                  | Rosario J. Roveto, Jr. | Rob Lotterstein                 | —               | 319        |
| 72 | 20        | Was die Zukunft bringt         | Future It Up             | 28. Juli 2013        | 17. Aug. 2013                                  | Joel Zwick             | Eileen Conn                     | —               | 320        |
| 73 | 21        | Paris, wir kommen!             | Oui Oui It Up            | 4. Aug. 2013         | 21. Feb. 2020                                  | Alfonso Ribeiro        | Jenny Lee                       | —               | 323        |
| 74 | 22        | Endlich 16!                    | My Bitter Sweet 16 It Up | 25. Aug. 2013        | 21. Feb. 2020                                  | Joel Zwick             | Rob Lotterstein                 | —               | 325        |
| 75 | 23        | Ohne Worte                     | Stress It Up             | 15. Sep. 2013        | 14. Feb. 2020                                  | Joel Zwick             | Darin Henry                     | —               | 322        |
| 76 | 24        | Dance Factor                   | Loyal It Up              | 29. Sep. 2013        | 21. Feb. 2020                                  | Joel Zwick             | Eileen Conn                     | —               | 324        |
| 77 | 25        | Das verschwundene Kind         | Haunt It Up              | 6. Okt. 2013         | 14. Feb. 2020                                  | Kimberly McCullough    | Alison Taylor                   | —               | 321        |
| 78 | 26        | Vergissmeinnicht               | Remember It Up           | 10. Nov. 2013        | 21. Feb. 2020                                  | Joel Zwick             | Rob Lotterstein                 | —               | 326        |